# Relaciones Ecuador-Uruguay
Las Relaciones Ecuador-Uruguay se refieren a las relaciones entre Uruguay y Ecuador. Ecuador tiene una embajada en Montevideo. Uruguay tiene una embajada en Quito y un consulado en Guayaquil.
Históricamente, ambos países formaban parte del Imperio español hasta principios del siglo XIX. En la actualidad ambos países son miembros de pleno derecho del Grupo de Río, de la Unión Latina, de la Asociación de Academias de la Lengua Española, de la Organización de Estados Iberoamericanos, de la Comunidad de Estados Latinoamericanos y del Caribe y de la Unión de Naciones Suramericanas.
Ecuador se está convirtiendo en un importante socio comercial de Uruguay.